# Agrioglypta eurytusalis
Agrioglypta eurytusalis is een vlinder uit de familie van de grasmotten (Crambidae), uit de onderfamilie van de Spilomelinae. De wetenschappelijke naam van deze soort is voor het eerst gepubliceerd in 1859 door Francis Walker.
De voorvleugellengte is 16 millimeter.
De soort komt voor in India (Tamil Nadu, Himachal Pradesh, Kerala), Sri Lanka, de Filipijnen, Thailand, Cambodja, Singapore, Maleisië (Sarawak), Brunei, Indonesië (Java, Sulawesi), Australië (Queensland), China, Taiwan en Japan.